# Thomas-Juste Poullard
 Thomas-Juste Poullard , né à Dieppe, département de la Seine-Maritime et mort à Paris, paroisse Saint-Ambroise de Popincourt, le 9 mars 1833, était un évêque constitutionnel.

## Biographie
De Dieppe, il vint à Paris en 1772 et entra au Séminaire des XXXIII. La biographie des vivans, dit qu'il était curé au diocèse de Lisieux, et que néanmoins il suivit à Paris la carrière de chaire jusqu'à l'époque de la Révolution. 
On trouve un abbé Poullard parmi les membres du clergé de Saint-Roch qui firent le serment en 1791. Il est marqué dans la liste qu'il est sans fonctions. Devenu Vicaire épiscopal du département de l'Orne.
Dans les Procès-verbaux de la Convention on trouve à la date du 27 brumaire an II un dénommé Soullard, vicaire épiscopal de l'Orne  comme ayant adjuré? Ne serait-ce pas Poullard : la similitude des noms est troublante avec en plus la même fonction ?
De retour à Paris, après La Terreur, il reste attaché à l'église constitutionnelle et devient curé d'Aubervilliers vers 1794 et assista au Concile de 1797, comme député de la Haute-Marne. On croit qu'ilprit part aux opérations dite du  Presbytère de Paris.
En 1800, il fait paraître une  Adresse de plusieurs curés constitutionnels du diocèse de Paris aux autres curés, vicaires, prêtres constitutionnels de France. Cet écrit daté du 24 janvier 1800 est signé Poulard, Moulin & Guillaume Mauviel.
Un peu avant la signature du Concordat, il est fait évêque d'Autun, par le citoyen Claude François Marie Primat, évêque métropolitain de Lyon dans les premiers jours de janvier 1801, en vertu de l'article 34, section 1re du décret sur les élections du concile national de 1797, qui défère une semblable élection à l'évêque métropolitain, s'il y a empêchement à la réunion des assemblées électorales. 
Il alla à Chalon-sur-Saône et y tint un synode. Il fut confirmé disent les Annales des constitutionnels par une sorte de nouvelle élection et fut sacré à Lyon le 14 juin 1801 comme évêque du département de Saône-et-Loire. Le 22 avril 1801, le synode du diocèse de Saône-et-Loire, élit le citoyen Regnard, curé de Saisy, pour accompagner Poullard au concile métropolitain de Lyon qui s'ouvrit le 26 avril 1801
Il assista au Concile dit national de 1801, et donna sa démission lorsque celle-ci fut requise un mois après le Concordat et obtint en conséquence une pension qu'on accorda à tous les évêques constitutionnels.
Depuis ce temps il vit à Paris et ne fit pas parler de lui sous l'Empire ni sous la Restauration.
Puis il conféra tous les ordres à un nommé Thomas Brunet dont deux avant la Révolution de 1830. Le domestique de l'évêque ayant reçu pour cela une somme d'argent. Le sieur Alexandre Pointel fut ordonné le même jour que Brunet et contre finance à ce qu'il paraît, ainsi que de Touraine. En 1831, dans la chapelle de Ferdinand François Châtel, rue de La Sourdière, la veille de la Passion il conféra le sous-diaconat et le diaconat à deux jeunes Louis Napoléon Auzou qui deviendra curé de Clichy-la-Garenne et Blachère, qu'il ordonna prêtres après la cérémonie des Saintes-huiles, la veille des Rameaux. Il refusa le sacre épiscopal à Châtel et ne remit pas de lettres de prêtrises aux jeunes abbés. Ordinations illégales dont l'autorité s'occupa. Après avoir avoué, il demanda qu'on ne lui retirât pas sa pension. Sa lettre est rapportée dans l'Ami de la Religion no 1837
Il n'assista pas à l'enterrement de l'abbé Henri Grégoire en 1831, qui, dit-on, le méprisait. Dès 1832, sa santé commença à décliner, le curé de sa paroisse Mr. Jacolet, curé de Saint-Ambroise, se présenta deux fois chez lui et ne fut pas reçu. Depuis MM les grands-vicaires firent la même démarche sans plus de succès. Pour ne plus être importuné, il écrivit au curé de sa paroisse qu'il voulait mourir en vrai constitutionnel, et qu'on obtiendrait pas plus de lui que de Grégoire ou Claude Debertier (1750-1831), et qu'il avait pris ses dispositions pour mourir épiscopalement . Ses intentions furent respectées à la lettre : il fut directement porté au cimetière sans la moindre prière, rien sur le cercueil n'annonçait ni un évêque ni un prêtre ; peu de personnes suivirent le convoi.

## Fonctions
- 1791, vicaire épiscopal de l'Orne
- 1794, curé d'Aubervilliers

## Écrits
- 1791  -  Projet de réponse au libelle intitulé :  Maximes de la foi sur l'autorité, le gouvernement de l'Église catholique...,
- 1791  -  Discours sur l'accord de l'Évangile avec la Constitution, in-8, 57.p. Sées, impr de Tubeuf fils.
- 1792  -  Discours sur le fanatisme religieux: prononcé en l'église paroissiale de Saint-Germain-des-Prés par M.Poullard, vicaire-épiscopal du département de l'Orme, chez Boulard, Paris.
- 1800  -  Adresse aux curés, vicaires, prêtres constitutionnels de France. 24 janvier.
- 1830  -  Moyen de nationaliser le clergé de France[4]
- s.d.    -   Ephémérides religieuses  pour servir l'histoire ecclésiastique de la fin du XVIIIe siècle et le début du XIXe[5]
- s.d.    -  L'État actuel de la religion en France[5],